# امپاراکی
امپاراکی (به لاتین: Amparaky) یک سکونتگاه مسکونی در ماداگاسکار است که در ایتاسی واقع شده‌است.

## خصوصیات
امپاراکی ۶٬۰۰۰ نفر جمعیت دارد و ۱٬۱۳۲ متر بالاتر از سطح دریا واقع شده‌است.